# Brachyamytta
Brachyamytta is een geslacht van rechtvleugeligen uit de familie sabelsprinkhanen (Tettigoniidae). De wetenschappelijke naam van dit geslacht is voor het eerst geldig gepubliceerd in 2008 door Naskrecki.

## Soorten
Het geslacht Brachyamytta omvat de volgende soorten:
- Brachyamytta maculipes Naskrecki, 2008
- Brachyamytta mcculloughae Naskrecki, 2008
- Brachyamytta rapidoaestima Naskrecki, 2008